# Neophisis arcuata
Neophisis arcuata är en insektsart som beskrevs av Jin, Xingbao 1992. Neophisis arcuata ingår i släktet Neophisis och familjen vårtbitare. Inga underarter finns listade i Catalogue of Life.